# Дудко, Михаил Андреевич
Михаи́л Андре́евич Дудко́ (18 (31) декабря 1902, Санкт-Петербург — 11 сентября 1984, Ленинград) — артист балета, солист Ленинградского театра оперы и балета, заслуженный артист РСФСР (1939).

## Биография
Родился в семье Андрея Семёновича Дудко, крестьянина деревни Зарудичи, и его жены Александры Ивановны. 
Окончил Петроградское театральное училище (педагоги Самуил Андрианов, Виктор Семёнов, Леонид Леонтьев).
В 1920—1941 годах выступал в Петроградском (Ленинградском) театре оперы и балета.
Острая нехватка солистов в 1920-е годы помогла Михаилу Дудко быстро занять положение премьера, исполнителя ведущих партий практически всего классического и современного репертуара. Был первым исполнителем партии хана Гирея в балете Ростислава Захарова «Бахчисарайский фонтан» (Мария — Галина Уланова, Зарема — Ольга Иордан).
В годы Второй мировой войны оказался в немецкой оккупации, выступал в концертной бригаде с оперным певцом, коллаборационистом Николаем Печковским, и в результате артист был осуждён за сотрудничество с немецкими оккупантами:

Арестованный советскими органами государственной безопасности Михаил Дудко показал, что, выступая неоднократно перед немецкими солдатами как в тыловой, так и в боевой обстановке, артисты его труппы тем самым оказывали желательное для германского командования воздействие на моральное состояние немецких солдат. Немцы неоднократно организовывали выступления руководимого им коллектива и перед так называемыми «добровольцами» — солдатами РОА, оказывая таким образом нужное руководству вермахта и нацистским пропагандистским службам воздействие на их моральное состояние. Дудко признавал, что, «демонстрируя своё искусство перед гражданским населением, мы тем самым служили интересам немецкой пропаганды, так как создавали видимость того, будто немцы не препятствуют развитию русского искусства. Я сознаю и то, что немцы использовали факт моей службы в отделе пропаганды в своих агитационных целях. Они неоднократно подчеркивали то обстоятельство, что я, бывший советский ленинградский артист театра оперы и балета, заслуженный артист-орденоносец, перешел к ним на службу».— Борис Ковалёв.  «Повседневная жизнь населения России в период нацистской оккупации»
.
После освобождения в 1953—1962 годах работал в театрах оперы и балета Уфы, Новосибирска и Тбилиси.

## Репертуар
Петроградский / Ленинградский театр оперы и балета
- 8 октября 1922 — Дезире**, «Спящая красавица» Мариуса Петипа, возобновление Фёдора Лопухова (Аврора — Елизавета Гердт, фея Сирени — Mария Пильц).
- 1923
  - 4 февраля — принц Коклюш**, «Щелкунчик» Льва Иванова, возобновление Фёдора Лопухова и Александра Ширяева (фея Драже — Елизавета Гердт).
  - 6 мая — виконт де Божанси / Ринальдо**, «Павильон Армиды» Михаила Фокина, возобновление Фёдора Лопухова и Александра Чекрыгина (Мадлен / Армида — Елизавета Гердт)
  - 6 мая — Амун, «Египетские ночи», возобновление постановки балета М. М. Фокина Ф. В. Лопуховым
- 28 сентября 1934 — хан Гирей*, «Бахчисарайский фонтан» Ростислава Захарова (Мария — Галина Уланова, Зарема — Ольга Иордан)

(*) — первый исполнитель партии
(**) — первый исполнитель в данной постановке